# الخلالقة (لبراكة)
الخلالقة هو دُوَّار يقع بجماعة امطل، إقليم سيدي بنور، جهة الدار البيضاء سطات في المملكة المغربية. ينتمي الدوّار لمشيخة لبراكة التي تضم 7 دواوير. يقدر عدد سكانه بـ 572 نسمة حسب الإحصاء الرسمي للسكان والسكنى لسنة 2004.

## روابط خارجية
- البوابة الوطنية للجماعات الترابية
- المندوبية السامية للتخطيط